# Terlingua
Terlingua ist ein Ort im Brewster County im US-Bundesstaat Texas.

## Geographie
Terlingua liegt im mittleren Westen von Texas, in der Nähe des Rio Grande zwischen den Orten Lajitas (30 km) und Study Butte (22 km).  Der Ort liegt 883 Meter über dem Meeresspiegel. Das Klima ist trocken, 264 mm Niederschlag pro Jahr, und heiß mit einer jährlichen Durchschnittstemperatur von 22,1 Grad Celsius.

## Geschichte
Terlingua ist die Bezeichnung von drei verschiedenen Orten im südwestlichen Teil des Brewster County. Der ursprüngliche Ort war eine mexikanische Siedlung und lag etwa fünf Kilometer oberhalb der Mündung des Terlingua Creek in den Rio Grande.
Als Mitte der 1880er Jahre Quecksilber in der Nähe des Ortes gefunden worden war, gründete die Marfa and Mariposa Minengesellschaft den Minenarbeiterort „Terlingua Abaja“. Um 1900 gab es vier Minengesellschaften im Gebiet von Terlingua, die Quecksilber abbauten.  Im Minendistrikt von Terlingua lebten 1902 etwa 300 Arbeiter, die meist mexikanischer Herkunft waren. Bis 1905 stieg die Anzahl auf circa 1000. 1910 stellte die Marfa and Mariposa Minengesellschaft ihre Produktion ein, und der Ort wurde knapp sechzehn Kilometer östlich verlegt zum Camp der Chisos Mining Company. Die 1899 begründete Poststation zog ebenso in das neue Terlingua um wie die 1907 gegründete Schule, in der die Kinder in Zelten unterrichtet wurden. Erst 1930 errichtete die Minengesellschaft ein festes Schulgebäude. Während des Ersten Weltkriegs stieg die Quecksilberproduktion erheblich an. 1922 lieferte Terlingua 40 % des in den USA abgebauten Quecksilbers. Im Verlaufe der Weltwirtschaftskrise war die Quecksilberproduktion stark rückläufig und sank kontinuierlich in den 1930er Jahren, so dass die Chisos Mining Company 1942 in Konkurs ging. Bis zum Ende des Zweiten Weltkriegs hielt eine Nachfolgegesellschaft den Quecksilberabbau notdürftig aufrecht, aber mit den schwindenden Arbeitsplätzen verließen die Minenarbeiter den Ort, und Terlingua wurde zur Geisterstadt.
Ab Mitte der 1960er Jahre wurde die Geisterstadt Terlingua vom Tourismus entdeckt. Mit Aktionen wie dem jährlichen „Chili Cook-Off“ lockte man Touristen in den Ort, dem 1967 der Ehrentitel „Chili Capitol of the World“ von der Chili Appreciation Society verliehen wurde. Die Einwohnerzahl von Terlingua betrug 1994 25 Personen, die dreizehn Geschäfte betrieben, bis 2000 stieg die Einwohnerzahl auf 267 und die Anzahl der Geschäfte auf 44. Bis 2010 sank die Einwohnerzahl auf 58.
In Terlingua nahm die deutsche Rockband Mono Inc. im Herbst 2014 ihr gleichnamiges Album auf.